# Martin Zaccaria
Pour les articles homonymes, voir Zaccaria.
Martin Zaccaria (mort le 15 janvier 1345) fut un seigneur d'origine génoise, actif en mer Égée et dans le Péloponnèse. Il fut seigneur de Chios de 1314 à 1329 et baron de la principauté d'Achaïe. 

## Biographie
Il était le fils de Nicolino Zaccaria, demi-frère de Benoît Ier Zaccaria, premier seigneur de Chios. Il devint co-seigneur de Chios en 1314, conjointement avec son frère Benoît, après la mort de leur cousin Paleologo.
La « location » de l'île de Chios, toujours théoriquement une dépendance de l'Empire byzantin, fut renouvelée tous les 5 ans à partir de 1314.
Martino s'illustra par ses succès contre les Turcs dans la défense des territoires chrétiens de l'Égée. Il aurait ainsi tué ou capturé au cours de sa carrière plus de 10000 Turcs. En 1319, il envoie une petite flotte soutenir l'ordre de Saint-Jean de Jérusalem lors de la bataille de Chios.
Il épousa vers 1325 Jacqueline de la Roche (el), héritière d'une branche cadette de la famille des La Roche, ducs d'Athènes, et baronne de Veligosti et de Damala, en Morée. Il acheta par ailleurs la baronnie (ou une partie) de Chalandritza, près de Patras. Il devint ainsi un important seigneur de la principauté d'Achaïe.
Le 26 juin 1325, Philippe II, empereur latin (titulaire) de Constantinople, qui espère se servir de Martin comme d'un allié dans sa reconquête de Constantinople lui octroya les titres de roi et despote d'Asie Mineure avec les droits sur les îles de Chios, Ténédos, Samos, Marmara, Lesbos et la ville de Phocée. Ces titres et possessions issus du défunt Empire latin de Constantinople étaient surtout théoriques, les territoires octroyés appartenant déjà aux Zaccaria ou étant aux mains des Grecs ou des Turcs. 
Avec le temps, il finit par se débarrasser de son frère Benoît pour gouverner seul. 
En 1328, le nouvel empereur byzantin Andronic III décida de récupérer Chios, à l'échéance du bail de cinq ans renouvelé en 1324. Profitant d'une plainte de Benoit et de l'insoumission de Martino, il intervint à l'automne 1329 avec une flotte de 105 vaisseaux, soutenu par une révolte des Grecs de Chios. Martin fut capturé et envoyé à Constantinople. Sa femme Jacqueline fut autorisée à quitter l'île avec ses enfants. Andronic nomma alors Léon Kalothétos gouverneur de l'île.
Martin fut finalement libéré en 1341 ; en 1343, il dirigea la croisade contre Umur Bey, émir d'Aydin. En 1344, il reprit une nouvelle fois possession de Smyrne, espérant se servir de cette cité comme d'une base pour reconquérir Chios. Cependant, lors d'une messe dans la cathédrale de la ville, il fut capturé par les Turcs et décapité en place publique le 15 janvier 1345. Sa tête fut amenée comme trophée à Umur Bey.

## Postérité
De son mariage avec Jacqueline de la Roche, Martin eut au moins deux fils:
- Bartholoméo Zaccaria, marquis de Bodonitza par mariage, mourut jeune en 1334;
- Centurione, qui hérita de ses fiefs de Morée, la baronnie de Chalandritsa achetée par son père et la baronnie de Damala héritée de sa mère. Ses descendants deviendront princes d'Achaïe.

La conjecture de K. Hopf selon laquelle il aurait épousé une fille de Giorgio Ier Ghisi qui lui aurait apporté la moitié de la baronnie de Chalandritsa en dot a été rejetée par R-J Loenertz.

## Sources
- Miller, William. "The Zaccaria of Phocaea and Chios (1275-1329)." The Journal of Hellenic Studies, Vol. 31. (1911), p. 42–55.
- Setton, Kenneth M. (general editor) A History of the Crusades: Volume III — The Fourteenth and Fifteenth Centuries. Harry W. Hazard, editor. University of Wisconsin Press: Madison, 1975.
- Setton, Kenneth M. Catalan Domination of Athens 1311–1380. Revised édition. Variorum: London, 1975.
- Donald M. Nicol, Les Derniers Siècles de Byzance, 1261-1453, éditions Texto, traduction Hugues Defrance.